# 공포: 백악관의 트럼프

공포: 백악관의 트럼프(Fear: Trump in the White House)

《공포: 백악관의 트럼프》(Fear: Trump in the White House)는 미국의 저널리스트 밥 우드워드가 도날드 트럼프 대통령직에 대하여 쓴 책으로 2018년 9월 11일에 출판되었다.

## 배경
밥 우드워드는 미국 역사에서 가장 존경받은 저널리스트들 가운데 한 사람으로 리처드 닉슨 대통령을 사임하게한 워터게이트 사건을 폭로한 인물로 잘 알려져 있다. 이책은 그가 인터뷰와 메모등을 가지고 만든 책이다.

## 내용
- 트럼프는 취임 한 달 만에 ‘북한 선제공격’ 검토를 지시
- 대통령이 사인 못하게 문서 치워버림
- 트럼프는 시리아 대통령을 ‘죽여버리라’고 했고, 국방장관은 이를 무시
- 측근들을 경악하게 만든 특검 대면조사 예행연습
- 트럼프는 측근들을 인격적으로 모독

## 백악관의 반응
WP 보도 이후 백악관을 비롯해 제임스 매티스 국방장관, 존 켈리 비서실장, 존 다우드 전 변호인 등은 우드워드의 책에 언급된 내용을 부인했다.
새라 샌더스 백악관 대변인은 ”이 책은 대통령을 나쁘게 보이도록 하기 위해 불만을 품은 전직 직원들이 흘린 허구의 이야기들일 뿐”이라고 밝혔다. ”민주당과 언론계에 있는 그들의 동지들은 대통령의 정책이 통하고 있으며, 이같은 성공 때문에 누구도 2020년에 그를 꺾을 수 없을 것이라는 점을 알고 있다.”
켈리 비서실장은 ”내가 대통령을 멍청이라고 불렀다는 건 사실이 아니며, 실제로는 정반대”라고 밝혔다. ”나는 그 누구보다 대통령과 많은 시간을 보내며, 우리는 믿을 수 없을 만큼 솔직하고 튼튼한 관계를 맺고 있다.”
매티스 장관은 ”내가 보통은 소설 읽기를 좋아하긴 하지만, 이건 워싱턴에만 있는 문학작품”이라며 책의 신빙성을 깎아내렸다. ”선출된 군 최고통수권자인 트럼프 대통령을 내가 멸시할 것이라거나 우리 국방부 내에서 대통령에 대한 무례를 용인할 것이라는 건 누군가의 풍부한 상상력의 결과일 뿐이다.”
트럼프 대통령도 직접 우드워드의 책을 폄하하는 트윗을 올렸다.
″우드워드의 책은 이미 제임스 매티스 장군(국방장관), 존 켈리 장군(비서실장)에 의해 반박되고 신뢰도가 떨어졌다. 그들이 했다는 말들은 거짓으로 꾸며낸 사기이자 대중에 대한 사기다. (책에 언급된) 다른 이야기나 인용구들도 마찬가지다. 우드워드는 민주당 정보원인가? 타이밍이 이상하지 않나?”